# Larry Jones
Walter "Larry" Jones (Columbus, Ohio, 22 de septiembre de 1942-16 de agosto de 2025) fue un jugador de baloncesto estadounidense que jugó dos temporadas en la NBA y otras seis en la ABA. Con 1,88 metros de estatura, lo hacía en la posición de base.

## Trayectoria deportiva

### Universidad
Jugó durante cuatro temporadas con los Rockets de la Universidad de Toledo, en las que promedió 20,9 puntos y 9,0 rebotes por partido. En 1962 fue incluido en el mejor quinteto de la Mid-American Conference, tras haber aparecido en el segundo en la temporada anterior.

### Profesional
Fue elegido en la vigésimo segunda posición del Draft de la NBA de 1964 por Philadelphia 76ers, pasando casi desapercibido para su entrenador, Dolph Schayes, que sólo lo alineó en 23 partidos, en los que promedió 5,7 puntos y 2,5 rebotes. Tras ser despedido, pasó dos años jugando en ligas semiprofesionales, hasta que en 1967 fichase por los Denver Rockets.
En los Rockets pasó de no jugar apenas a ser uno de los cinco jugadores de toda la competición con más minutos en pista, jugando más de 40 por partido, lo cual se vio reflejado en sus estadísticas, que fueron de 22,9 puntos y 7,9 rebotes por partido, que posibilitaron que fuera elegido para el primero de los 4 All-Star Game que disputaría a lo largo de su carrera, en el que logró un doble-doble con 14 puntos y 13 rebotes, además de ser incluido en el Mejor quinteto de la ABA.
Todo esto mejoró en la temporada 1968-69, cuando se coronó como el mejor anotador de la ABA, promediando 28,4 puntos por partido, anotando 30 o más puntos en 23 partidos consecutivos y siendo el primer jugador en la historia de la liga en sobrepasar los 2.000 pintos en una temporada.
Tras una temporada más en los Rockets, en la que acabó en la quinta posición entre los mejores anotadores con 24,9 puntos por partido, y tras convertirse en el primer jugador en la liga en alcanzar los 5.000 puntos, fue traspasado junto a Greg Wittman a The Floridians a cambio de Larry Cannon y Don Sidle. Su primera temporada en el equipo de Miami fue similar a las anteriores, disputando en que sería su cuarto y último All-Star Game, en el que conseguiría 6 puntos y 2 rebotes, y volviendo a aparecer entre los máximos anotadores de la liga, tras promediar 24,3 puntos, a los que añadió 5,4 rebotes y 4,3 asistencias por partido.
Pero los Floridians desaparecerían al término de la temporada 1971-72, organizándose un draft de dispersión, siendo elegido por los Utah Stars, donde se encontró a Ron Boone como titular, pasando por vez primera en su carrera en la ABA a ser un jugador de banquillo, jugando poco más de 16 minutos por partido y reduciendo sus estadísticas a 6,2 puntos, siendo traspasado mediada la temporada a Dallas Chaparrals a cambio de Bobby Warren, donde tampoco encontró hueco en el quinteto titular, siendo su puesto ocupado por James Silas.
En 1973 regresa, ya con 31 años, a los Sixers, donde jugaría su última temporada como profesional. A lo largo de su carrera en la ABA, fue el fundador y primer presidente de la Asociación de Jugadores de la liga.

## Estadísticas de su carrera en la ABA y la NBA

### Temporada regular
| Temporada | Edad | Equipo             | Liga  | P   | TIT | MIN  | TC   | TCA  | %TC  | 3P  | 3PA | %3P  | TL  | TLA  | %TL  | R.OF. | R.DEF. | REB | ASIS | ROB | TAP | PER | FP  | PTS  |
| 1964-65   | 22   | Philadelphia 76ers | NBA   | 23  |     | 15.6 | 2.0  | 6.7  | .307 |     |     |      | 1.6 | 2.3  | .712 |       |        | 2.5 | 1.7  |     |     |     | 2.0 | 5.7  |
| 1967-68   | 25   | Denver Rockets     | ABA   | 76  |     | 40.6 | 7.9  | 18.5 | .427 | 0.1 | 0.6 | .190 | 7.0 | 9.0  | .776 |       |        | 7.9 | 3.6  |     |     | 3.1 | 3.5 | 22.9 |
| 1968-69   | 26   | Denver Rockets     | ABA   | 75  |     | 40.6 | 10.1 | 21.7 | .465 | 0.3 | 1.3 | .240 | 7.9 | 10.1 | .778 | 2.2   | 4.4    | 6.6 | 3.4  |     |     | 2.9 | 3.6 | 28.4 |
| 1969-70   | 27   | Denver Rockets     | ABA   | 75  |     | 40.4 | 8.3  | 19.2 | .434 | 0.5 | 2.2 | .248 | 7.7 | 9.8  | .791 | 1.9   | 3.3    | 5.2 | 5.7  |     |     | 3.2 | 3.0 | 24.9 |
| 1970-71   | 28   | The Floridians     | ABA   | 84  |     | 43.0 | 9.1  | 19.5 | .467 | 0.5 | 1.5 | .363 | 5.6 | 7.0  | .802 | 2.1   | 3.3    | 5.4 | 4.6  |     |     | 2.9 | 3.2 | 24.3 |
| 1971-72   | 29   | The Floridians     | ABA   | 66  |     | 34.2 | 6.4  | 12.1 | .531 | 0.3 | 0.9 | .300 | 4.5 | 5.7  | .804 | 2.0   | 2.7    | 4.7 | 3.2  |     |     | 2.0 | 3.1 | 17.6 |
| 1972-73   | 30   | TOTAL              | ABA   | 80  |     | 21.3 | 3.0  | 6.5  | .461 | 0.2 | 0.7 | .281 | 2.5 | 3.1  | .828 | 1.1   | 1.9    | 3.0 | 2.6  |     |     | 1.3 | 2.3 | 8.7  |
| 1972-73   | 30   | Utah Stars         | ABA   | 27  |     | 16.6 | 2.0  | 4.5  | .438 | 0.1 | 0.4 | .364 | 2.1 | 2.6  | .817 | 0.9   | 1.3    | 2.3 | 1.6  |     |     | 0.8 | 1.6 | 6.2  |
| 1972-73   | 30   | Dallas Chaparrals  | ABA   | 53  |     | 23.7 | 3.5  | 7.5  | .468 | 0.2 | 0.9 | .261 | 2.7 | 3.3  | .832 | 1.2   | 2.2    | 3.4 | 3.1  |     |     | 1.6 | 2.7 | 10.0 |
| 1973-74   | 31   | Philadelphia 76ers | NBA   | 72  |     | 26.1 | 3.7  | 8.6  | .423 |     |     |      | 2.7 | 3.3  | .838 | 1.0   | 1.6    | 2.6 | 3.2  | 1.2 | 0.3 |     | 1.6 | 10.0 |
| Total     |      |                    | TOTAL | 551 |     | 34.4 | 6.8  | 14.9 | .453 | 0.3 | 1.2 | .277 | 5.3 | 6.7  | .793 | 1.7   | 2.9    | 4.9 | 3.7  | 1.2 | 0.3 | 2.6 | 2.9 | 19.1 |
|           |      |                    | ABA   | 456 |     | 36.7 | 7.5  | 16.3 | .459 | 0.3 | 1.2 | .277 | 5.9 | 7.4  | .791 | 1.9   | 3.1    | 5.4 | 3.9  |     |     | 2.6 | 3.1 | 21.2 |
|           |      |                    | NBA   | 95  |     | 23.5 | 3.3  | 8.2  | .400 |     |     |      | 2.5 | 3.0  | .815 | 1.0   | 1.6    | 2.5 | 2.8  | 1.2 | 0.3 |     | 1.7 | 9.0  |

### Playoffs
| Temporada | Edad | Equipo             | Liga  | P  | MIN  | TCA | TC  | 3PA | 3P | TLA | TL  | R.OF. | REB | ASIS | ROB | TAP | PER | FP  | PTS | %TC  | %3P  | %FT  | MIN  | PTS  | REB | AST |
| 1964-65   | 22   | Philadelphia 76ers | NBA   | 5  | 25   | 5   | 12  |     |    | 7   | 11  |       | 4   | 2    |     |     |     | 5   | 17  | .417 |      | .636 | 5.0  | 3.4  | 0.8 | 0.4 |
| 1967-68   | 25   | Denver Rockets     | ABA   | 1  | 41   | 12  | 20  | 0   | 0  | 5   | 8   |       | 4   | 4    |     |     | 4   | 5   | 29  | .600 |      | .625 | 41.0 | 29.0 | 4.0 | 4.0 |
| 1968-69   | 26   | Denver Rockets     | ABA   | 7  | 282  | 48  | 134 | 3   | 8  | 55  | 76  |       | 54  | 32   |     |     | 17  | 21  | 154 | .358 | .375 | .724 | 40.3 | 22.0 | 7.7 | 4.6 |
| 1969-70   | 27   | Denver Rockets     | ABA   | 12 | 535  | 113 | 207 | 5   | 20 | 88  | 101 |       | 64  | 76   |     |     | 29  | 41  | 319 | .546 | .250 | .871 | 44.6 | 26.6 | 5.3 | 6.3 |
| 1970-71   | 28   | The Floridians     | ABA   | 6  | 216  | 34  | 86  | 2   | 8  | 33  | 36  | 7     | 25  | 37   |     |     | 20  | 20  | 103 | .395 | .250 | .917 | 36.0 | 17.2 | 4.2 | 6.2 |
| 1971-72   | 29   | The Floridians     | ABA   | 4  | 115  | 13  | 38  | 0   | 1  | 14  | 17  |       | 13  | 9    |     |     | 5   | 12  | 40  | .342 | .000 | .824 | 28.8 | 10.0 | 3.3 | 2.3 |
| Total     |      |                    | TOTAL | 35 | 1214 | 225 | 497 | 10  | 37 | 202 | 249 | 7     | 164 | 160  |     |     | 75  | 104 | 662 | .453 | .270 | .811 | 34.7 | 18.9 | 4.7 | 4.6 |
|           |      |                    | ABA   | 30 | 1189 | 220 | 485 | 10  | 37 | 195 | 238 | 7     | 160 | 158  |     |     | 75  | 99  | 645 | .454 | .270 | .819 | 39.6 | 21.5 | 5.3 | 5.3 |
|           |      |                    | NBA   | 5  | 25   | 5   | 12  |     |    | 7   | 11  |       | 4   | 2    |     |     |     | 5   | 17  | .417 |      | .636 | 5.0  | 3.4  | 0.8 | 0.4 |